# Synageles repudiatus
Synageles repudiatus är en spindelart som först beskrevs av Pickard-Cambridge O. 1876.  Synageles repudiatus ingår i släktet Synageles och familjen hoppspindlar. Inga underarter finns listade i Catalogue of Life.